# Nagbukel
Nagbukel es un municipio de quinta categoría situado en la provincia de Ilocos Sur en Filipinas. Según el censo de 2000, tiene 4.671 habitantes en 910 hogares. 

## Barangayes
Nagbukel tiene 12 barangayes.
- Balaweg
- Bandril
- Bantugo
- Cadacad
- Casilagan
- Casocos
- Lapting
- Mapisi
- Mission
- Poblacion East
- Poblacion West
- Taleb